# Штефэнешти (Ботошани)
Штефэне́шти (рум. Ștefănești) — город в Румынии.

## География
Город Штефэнешти находится на крайнем северо-востоке Румынии, в долине речки Башеу, правого притока реки Прут. Севернее города расположен пограничный переход из Румынии в Молдавию. Административно входит в жудец (уезд) Ботошани. Уездный центр, город Ботошани, лежит в 30 километрах к юго-западу.

## История
Первые поселения на территории Штефэнешти — согласно археологическим находкам — появились ещё в эпоху медного века. Официально же нынешний город впервые письменно упоминается (под названием Гура Башеулуй (Gura Bașeului)) в 1435 году, во времена правления молдавского князя Стефана II. В 1476 году он получил права рыночного поселения. В XV—XVI веках неоднократно разорялся во время татарских набегов, а затем и польскими войсками.
В XVII—XIX столетиях в Штефэнешти переселяется большое количество евреев. В 1812 году, после вхождения Бессарабии в состав Российской империи, находящийся на новой границе город получил широкие возможности для своего развития за счёт приграничной торговли. После Первой мировой войны Бессарабия вошла в состав Румынии, в связи с чем Штефэнешти утратил своё приграничное положение. Во время Второй мировой войны городские евреи были депортированы в рабочие и концентрационные лагеря. Выжившие в подавляющем большинстве затем иммигрировали в Палестину и позже — в Израиль.
В 2004 году Штефэнешти получили городской статус. Основой экономики является выращивание сельскохозяйственной продукции и её переработка.
В городе сохранилась церковь святой Параскевы 1640 года постройки. Здесь родился известный румынский художник Штефан Лучиан (1868—1916).

## Население
В 1886 году в Штефэнешти проживало 3.886 евреев, что составляло более 3/4 от общего числа жителей. В 1930 году население города равнялось приблизительно 8850 чел., из которых 2350 были евреями, остальные же — румыны. В 1947 году число евреев уменьшилось до 870, в 1969 году здесь проживало лишь 12 еврейских семей. По переписи 2002 года в Штефэнешти живут 5628 человек, из них 5338 румын и 285 цыган.